# Bundeswehrs universitet
Bundeswehrs universitet, tyska Universität der Bundeswehr är den tyska försvarsmaktens universitet för utbildning av officerare.
Under Helmut Schmidts tid som försvarsminister beslöt man 1970 om skapandet av Bundeswehruniversitet i Hamburg och München.
Bundeswehr har två universitet
- Helmut-Schmidt-Universität (f.d. Universität der Bundeswehr in Hamburg)
- Universität der Bundeswehr München